# Erythranthe lutea
Erythranthe lutea är en gyckelblomsväxtart som först beskrevs av Carl von Linné, och fick sitt nu gällande namn av Guy L. Nesom. Erythranthe lutea ingår i släktet Erythranthe och familjen gyckelblomsväxter. Utöver nominatformen finns också underarten E. l. variegata.